# Bazaltove, Kostopil
Bazaltove (în ucraineană Базальтове) este un sat în comuna Holovîn din raionul Kostopil, regiunea Rivne, Ucraina.

## Demografie
Componența lingvistică a localității Bazaltove
     Ucraineană (98,79%)
     Rusă (1,01%)
     Alte limbi (0,2%)
Conform recensământului din 2001, majoritatea populației localității Bazaltove era vorbitoare de ucraineană (98,79%), existând în minoritate și vorbitori de rusă (1,01%).